# Presa di Roma
La presa di Roma fu l'atto di guerra che, nel contesto del Risorgimento e della questione romana, sancì la conquista di Roma da parte del Regno d'Italia. Il 20 settembre 1870, i bersaglieri e la fanteria del Regno penetrarono in città attraverso una breccia apertasi nei pressi Porta Pia in seguito al cannoneggiamento delle mura. I territori pontifici (costituiti dal solo Lazio dopo i plebisciti del 1860) furono annessi all'Italia con il plebiscito dell'ottobre seguente, sancendo così la fine del potere temporale dei papi; il 3 febbraio 1871 la capitale d'Italia fu trasferita ufficialmente da Firenze a Roma. Il 20 settembre fu festa nazionale sino al 1930, quando venne soppressa in seguito alla firma dei Patti Lateranensi.

## Le premesse
(Camillo Benso, conte di Cavour, discorso al Parlamento del Regno di Sardegna 11 ottobre 1860)

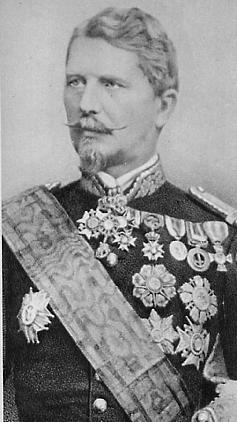
Il comandante delle truppe pontificie, il badese Hermann Kanzler

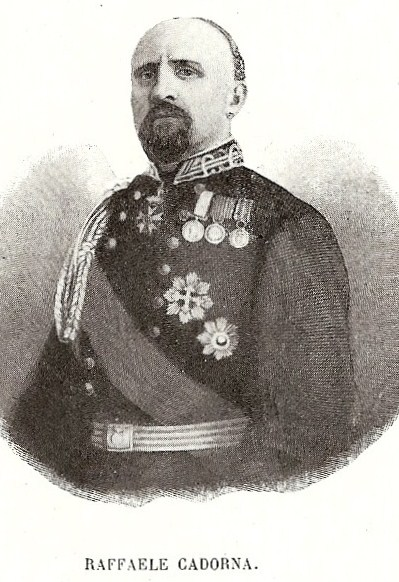
Il comandante dell'esercito italiano, generale Raffaele Cadorna

Il desiderio di porre Roma a capitale del nuovo Regno d'Italia era già stato esplicitato da Cavour nel suo discorso al parlamento italiano il 27 marzo 1861. Cavour prese poco dopo i contatti a Roma con Diomede Pantaleoni, che aveva ampie conoscenze nell'ambiente ecclesiastico, per cercare una soluzione che assicurasse l'indipendenza del papa.
Il principio era quello della "libertà assoluta della Chiesa" cioè la libertà di coscienza, assicurando ai cattolici l'indipendenza del pontefice dal potere civile. Inizialmente si ebbe l'impressione che questa trattativa non dispiacesse completamente a Pio IX e al cardinale Giacomo Antonelli, ma questi dopo poco, già nei primi mesi del 1861, cambiarono atteggiamento e le trattative non ebbero seguito.
Poco dopo Cavour affermò in parlamento che riteneva «necessaria Roma all'Italia» e che prima o poi Roma sarebbe stata la capitale, ma che per far questo era necessario il consenso della Francia. Sperava che l'Europa tutta sarebbe stata convinta dell'importanza della separazione tra potere spirituale e potere temporale e quindi riaffermò il principio di «libera Chiesa in libero Stato».
Cavour già nell'aprile scrisse al principe Napoleone per convincere l'imperatore a togliere da Roma il presidio francese che lì si trovava. Ricevette anche dal principe un abbozzo di convenzione:
1. La Francia, avendo messo il Santo Padre al coperto d'ogni intervento straniero, ritirerebbe da Roma le sue truppe, in uno spazio di tempo determinato, di 15 giorni o al più di un mese.

2. L'Italia prenderebbe impegno di non assalire ed eziandio di impedire in ogni modo a chicchessia, ogni aggressione contro il territorio rimasto in possesso del Santo Padre.

3. Il governo italiano s'interdirebbe qualunque reclamo contro l'organamento di un esercito pontificio, anche costituito di volontari cattolici stranieri, purché non oltrepassasse l'effettivo di 10 mila soldati, e non degenerasse in un mezzo di offesa a danno del regno d'Italia.

4. L'Italia si dichiarerebbe pronta ad entrare in trattative dirette con il governo romano, per prendere a suo carico la parte proporzionale che le spetterebbe nella passività degli antichi stati della chiesa.»
(in Cadorna, La liberazione)
Il conte di Cavour vi acconsentiva in linea di massima, perché sperava che la stessa popolazione romana avrebbe risolto i problemi senza bisogno di repressioni da parte di governi stranieri, e che il Papa avrebbe infine ceduto alle spinte unitarie. Le uniche riserve espresse riguardavano la presenza di truppe straniere. La convenzione però non arrivò a conclusione per la morte di Cavour, il 6 giugno 1861.
Bettino Ricasoli, successore di Cavour, cercò di riaprire i contatti con il cardinale Antonelli già il 10 settembre 1861, con una nota in cui faceva appello «alla mente ed al cuore del Santo Padre, perché colla sua sapienza e bontà, consenta ad un accordo che lasciando intatti i diritti della nazione, provvederebbe efficacemente alla dignità e grandezza della chiesa». Ancora una volta Antonelli e Pio IX si mostrarono contrari. L'ambasciatore francese a Roma scrisse al suo ministro che il cardinale gli aveva detto:
(Card. Antonelli)
Da quel momento ci fu uno stallo nelle attività diplomatiche, mentre rimaneva viva la spinta all'azione di Giuseppe Garibaldi e dei mazziniani. Ci furono una serie di tentativi tra cui quello più noto si concluse all'Aspromonte ove i bersaglieri fermarono, dopo un breve conflitto a fuoco, Garibaldi che stava risalendo la penisola con una banda di volontari diretto a Roma.
Agli inizi del 1863, il governo Minghetti riprese le trattative con Napoleone III, ma dopo questi avvenimenti Napoleone pretese maggiori garanzie. Si arrivò quindi alla Convenzione di settembre 1864, un accordo con Napoleone che prevedeva il ritiro delle truppe francesi, in cambio di un impegno da parte dell'Italia a non invadere lo Stato Pontificio. A garanzia dell'impegno da parte italiana, la Francia chiese il trasferimento della capitale da Torino a un'altra città, che sarebbe stata poi Firenze. Entrambe le parti espressero comunque una serie di riserve, e l'Italia si riservava completa libertà d'azione nel caso che una rivoluzione scoppiasse a Roma, condizioni che furono accettate dalla Francia, che riconobbe in questo modo i diritti dell'Italia su Roma.
Nel settembre 1867 Garibaldi fece un nuovo tentativo sbarcando nel Lazio. In ottobre i francesi sbarcarono a Civitavecchia e si unirono alle truppe pontificie scontrandosi con i garibaldini. L'esercito italiano, in ottemperanza alla Convenzione di settembre, non varcò i confini dello Stato Pontificio. Il 3 novembre i garibaldini furono sconfitti nella battaglia di Mentana. Tornata la pace, i soldati francesi, nonostante quanto previsto dalla Convenzione di settembre, lasciarono una guarnigione di stanza nella fortezza di Civitavecchia e due presidi, uno a Tarquinia e uno a Viterbo (in tutto 4 000 uomini). Il ministro francese Eugène Rouher dichiarò al Parlamento francese:
(Eugène Rouher)
L'8 dicembre 1869 il papa indisse a Roma il concilio ecumenico Vaticano I volendo risolvere il problema dell'infallibilità papale, questa decisione destò preoccupazione nella classe politica italiana per il timore che servisse al Papa per intromettersi con maggior autorità negli affari politici dello Stato.
Il 9 dicembre Giovanni Lanza, nel discorso di insediamento alla presidenza della Camera dei deputati, dichiarò che «siamo unanimi a volere il compimento dell'unità nazionale; e Roma, tardi o tosto, per la necessità delle cose e per la ragione dei tempi, dovrà essere capitale d'Italia». Alla fine del 1869 lo stesso Lanza, alla caduta del terzo gabinetto Menabrea, si insediò come nuovo capo del Governo.
Nel 1870 si propagarono nella penisola diverse insurrezioni di matrice mazziniana. Tra le più note vi fu quella di Pavia, dove il 24 marzo un gruppo di repubblicani assaltò una caserma. Il caporale Pietro Barsanti, in servizio nella caserma e anch'egli mazziniano, rifiutò di reprimere i rivoltosi, contribuendo anzi a fomentare la rivolta. Arrestato e negatagli la grazia sovrana, Barsanti fu giustiziato il 26 agosto tra numerose polemiche. Lo stesso Giuseppe Mazzini, nel suo ultimo tentativo di battere sul tempo la monarchia, partì per la Sicilia tentando di sollevare un'insurrezione ma venne arrestato il 13 agosto 1870 e condotto in prigione a Gaeta.

### La guerra franco-prussiana
Il 15 luglio 1870 il governo di Napoleone III dichiarò guerra alla Prussia (dichiarazione consegnata il 19). L'Italia decise di attendere lo sviluppo della situazione. Il 2 agosto la Francia, desiderosa di ottenere l'appoggio dell'Italia, avvertì il governo italiano che era disponibile a ritirare le proprie truppe da Civitavecchia e dalla provincia di Viterbo. Il 20 agosto alla Camera furono presentate interpellanze da vari deputati, tra cui il Cairoli e il Nicotera (della Sinistra), che chiesero di denunciare definitivamente la Convenzione del 15 settembre 1864 e di muovere su Roma. Nella sua risposta il governo ricordò che la Convenzione escludeva i casi straordinari e proprio questa clausola aveva permesso a Napoleone III di intervenire a Mentana. Nel frattempo comunque i francesi abbandonarono Roma. Il ritiro fu completato il 3 agosto 1870. Di nuovo si mosse la diplomazia italiana chiedendo una soluzione della Questione romana. L'imperatrice Eugenia, che svolgeva in quel momento le funzioni di reggente, inviò la nave da guerra Orénoque a stazionare davanti a Civitavecchia.
Quando le vicende della guerra franco-prussiana stavano già volgendo al peggio per i francesi, Napoleone III inviò a Firenze il principe Napoleone per chiedere direttamente a Vittorio Emanuele II un intervento militare, ma, nonostante alcune pressioni in tal senso (in particolare del generale Cialdini), la richiesta non ebbe seguito. Il 4 settembre 1870 cadeva il Secondo Impero, e in Francia veniva proclamata la Terza Repubblica. Questo stravolgimento politico aprì di fatto all'Italia la strada per Roma.

## La preparazione diplomatica
Dopo Mentana, c'era stato uno stallo nei rapporti tra Italia e Francia sulla questione romana. Poi, tra il 1868 e il 1869 erano avvenuti numerosi contatti diplomatici tra Italia, Austria e Francia, con l'obiettivo di stipulare un'alleanza in funzione antiprussiana, iniziativa a cui aveva dato impulso il capo del governo austriaco Federico von Beust, timoroso della crescente egemonia di Berlino sugli Stati tedeschi, e disponibile per raggiungere tale accordo anche a cedere il Trentino. Ma queste trattative non avevano prodotto risultati perché in esse l'Italia aveva posto la questione di Roma, scontrandosi con l'intransigenza della Francia.
Il 29 agosto 1870 il ministro degli affari esteri, il marchese Emilio Visconti Venosta, inviò al ministro del Re a Parigi una lettera con cui espose i punti di vista del governo italiano da rappresentare al governo francese. Visconti Venosta rileva come le condizioni che hanno a suo tempo portato alla convenzione di settembre tra Italia e Francia siano completamente cadute.
(Visconti Venosta, in R. Cadorna, La liberazione di Roma, p. 331)
Lo stesso giorno Visconti Venosta diramò a tutti i rappresentanti di Sua Maestà all'estero una lettera circolare con la quale si esponevano alle potenze europee le garanzie che venivano offerte al Pontefice a tutela della sua libertà; contemporaneamente si sottolineava l'urgenza di risolvere un problema che, secondo l'opinione del governo italiano, non poteva essere rimandato. Il 7 settembre inviò un'altra lettera in cui le intenzioni del governo vengono nuovamente esplicitate e le motivazioni rafforzate. L'8 settembre il ministro del Re a Monaco, il genovese Giovanni Antonio Migliorati, risponde a Visconti Venosta esponendo i risultati del colloquio con il conte di Bray: «Il Ministro degli Affari Esteri mi disse che le basi che porrebbe l'Italia alla Santa Sede [...] gli sembrerebbero tali da dover essere accettate da Roma...».
Simili considerazioni arrivano da Berna spedite da Luigi Melegari. Anche i rappresentanti a Vienna, a Karlsruhe, presso il governo del Baden e a Londra esprimono opinioni simili. L'unico governo che esita in qualche modo a prendere posizione è quello di Bismarck che si trova a Parigi assieme al suo re, che in questi giorni sta per essere incoronato imperatore. Solo il 20 settembre da Berlino esprime una posizione di stretta non ingerenza. Jules Favre ministro del nuovo governo francese invia il 10 settembre all'incaricato di Francia a Roma un'indicazione in cui afferma che il governo francese «ne peut approuver ni reconnaître le pouvoir temporel du Saint-Siège» («non può approvare né riconoscere il potere temporale della Santa Sede»).
Il 20 agosto il Cardinale Segretario di Stato Antonelli a sua volta aveva inviato una richiesta ai governi stranieri affinché si opponessero «alle violenze dal governo sardo minacciate». La maggior parte dei governi si limitò a non rispondere, altri invece espressero l'opinione che la cosa non li riguardava.

## Preparativi militari
Il governo procedette alla costituzione di un Corpo d'osservazione dell'Italia centrale. In questo contesto furono chiamate sotto le armi anche le classi dei nati dal 1842 al 1845. Il 10 agosto il ministro della guerra Giuseppe Govone convocò il generale Raffaele Cadorna cui assegnò il comando del corpo con le seguenti disposizioni:
2. Mantenere l'ordine e reprimere ogni moto insurrezionale che fosse per manifestarsi nelle provincie occupate dalle divisioni poste sotto a' di Lei ordini;
3. Nel caso in cui moti insurrezionali avessero luogo negli stati pontifici, impedire che si estendano al di qua del confine.»
Il dispaccio concludeva con:
Oltre a Cadorna il governo nominò anche i comandanti delle tre divisioni che costituivano il corpo d'armata nelle persone dei generali Emilio Ferrero, Gustavo Mazè de la Roche e Nino Bixio. Cadorna sollevò subito i suoi dubbi sulla presenza di Bixio, considerato troppo impetuoso e quindi inadatto a una missione che «richiedeva somma prudenza». Govone, che si ritirerà pochi giorni dopo dal governo, accettò le opinioni di Cadorna e nominò al posto di Bixio il generale Enrico Cosenz.
Alla fine di agosto le tre divisioni furono portate a cinque e il comando di questi nuovi reparti fu affidato al generale Diego Angioletti e a Bixio, richiamato, che non riscuoteva le simpatie del comandante del Corpo. Il totale degli effettivi del Corpo arrivò a superare le 50 000 unità.
L'esercito pontificio, comandato dal generale Hermann Kanzler, era costituito da 13 624 militari, di cui 8 300 regolari e 5 324 volontari. Gli effettivi erano i seguenti:
Reggimenti italiani
- 1 691 del Reggimento Fanteria di Linea, al comando del colonnello Azzanesi;
- 1 174 del Battaglione Cacciatori, comandati dal tenente colonnello Sparagna;
- 567 del Reggimento Dragoni, agli ordini del colonnello Giovanni Lepri;
- 996 Artiglieri, comandati dal colonnello Caimi;
- 157 Genieri, agli ordini del colonnello Giorgio Lana e del maggiore Francesco Oberholtzer, direttore dei lavori di fortificazione;
- 544 “sedentari” o truppe di guarnigione;
- 1 863 della Gendarmeria Pontificia, agli ordini del colonnello Luigi Evangelisti;
- 1 023 Squadriglieri di Provincia[13] (anch'essi agli ordini di Evangelisti).

Reggimenti stranieri
- 3 040 del Reggimento Zuavi pontifici (il reggimento più numeroso, composto da quattro battaglioni), al comando del colonnello svizzero Joseph-Eugéne Allet;
- 1 195 del Battaglione Carabinieri stranieri, in maggioranza tedeschi, agli ordini dello svizzero Jeannerat;
- 1 089 della Legione di Antibes, agli ordini di Perrault (francesi).

Completavano la forza militare:
- 285 impiegati nei Servizi ausiliari e sanitari.

Il comandante era il generale Hermann Kanzler (badese), coadiuvato dai generali De Courten (svizzero) e Zappi.. Kanzler riordinò l'esercito pontificio disponendo il ripiegamento su Roma di tre guarnigioni su quattro (Viterbo, Frosinone-Velletri e Tivoli). Soltanto ai presidi di Civitavecchia (1 000 uomini) e Civita Castellana (700 uomini) venne ordinato di resistere in armi.

## La lettera di Vittorio Emanuele II a Pio IX
L'8 settembre, alcuni giorni prima dell'attacco, Gustavo Ponza di San Martino, senatore del Regno, partì da Firenze per consegnare al papa una lettera autografa di re Vittorio Emanuele II. L'indomani venne ricevuto dal cardinale Giacomo Antonelli, il quale lo ammise alla presenza del pontefice.
Nell'epistola Vittorio Emanuele, che si rivolgeva al pontefice «con affetto di figlio, con fede di cattolico, con lealtà di Re, con animo d'italiano», dopo aver paventato le minacce del «partito della rivoluzione cosmopolita», esplicitava «l'indeclinabile necessità per la sicurezza dell'Italia e della Santa Sede, che le mie truppe, già poste a guardia del confine, debbano inoltrarsi per occupare le posizioni indispensabili per la sicurezza di Vostra Santità e pel mantenimento dell'ordine».
La risposta del Papa fu rispettosa ma ferma:
Il conte Ponza di San Martino mi ha consegnato una lettera, che a V. M. piacque dirigermi; ma essa non è degna di un figlio affettuoso che si vanta di professare la fede cattolica, e si gloria di regia lealtà. Io non entrerò nei particolari della lettera, per non rinnovellare il dolore che una prima scorsa mi ha cagionato. Io benedico Iddio, il quale ha sofferto che V. M. empia di amarezza l'ultimo periodo della mia vita. Quanto al resto, io non posso ammettere le domande espresse nella sua lettera, né aderire ai principii che contiene. Faccio di nuovo ricorso a Dio, e pongo nelle mani di Lui la mia causa, che è interamente la Sua. Lo prego a concedere abbondanti grazie a V. M. per liberarla da ogni pericolo, renderla partecipe delle misericordie onde Ella ha bisogno.»
(Papa Pio IX, 9 settembre 1870)
Il 10 settembre il conte San Martino scrivendo da Roma al capo del governo, Giovanni Lanza, descrisse i suoi incontri con il cardinale Antonelli del giorno precedente e in particolare l'incontro con il Papa. Scrive il conte:
(Ponza di San Martino)
Il conte di San Martino riferì verbalmente una frase pronunciata da Pio IX: «Io posso cedere alla violenza, ma dare la mia sanzione a un'ingiustizia, mai!»Secondo Raffaele Cadorna, il Papa avrebbe anche detto: «Io non sono profeta, né figlio di profeta, ma in realtà vi dico che non entrerete in Roma».
L'11 settembre l'inviato del re ritornò nella capitale. Nello stesso giorno cominciarono le operazioni militari, senza la consegna di una formale dichiarazione di guerra.

## L'attacco allo Stato Pontificio

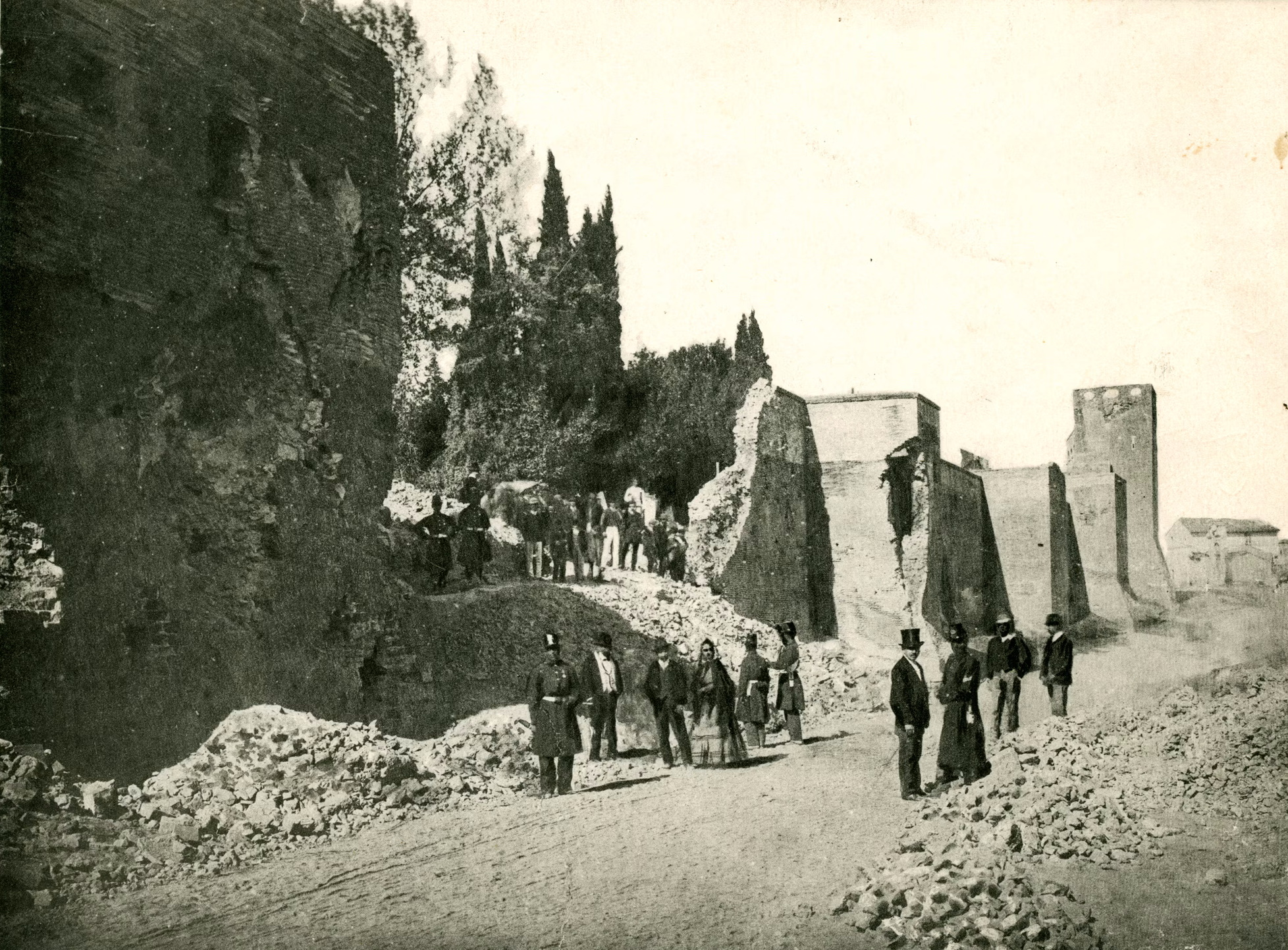
La breccia di Porta Pia, che consentì l'entrata delle truppe del Regno d'Italia a Roma

Il piano d'invasione dell'esercito italiano prevedeva l'ammassarsi di cinque divisioni ai confini dello Stato Pontificio, comprendente ormai solo la Legazione di Marittima e Campagna e il Circondario di Roma, in tre punti distinti:
1. A nord-est, presso Orvieto, vi era la II Divisione al comando del generale Nino Bixio;
2. A est vi era il grosso dell'esercito (40 000 uomini su 50 000), costituito da tre divisioni: l'XI, guidata dal generale Enrico Cosenz; la XII, al comando del generale Gustavo Mazè de la Roche; la XIII, agli ordini del generale Emilio Ferrero;
3. A sud, sulla vecchia frontiera napoletana, era stanziata la IX Divisione, al comando del generale Diego Angioletti.

Si trattava in tutto di circa 50 000 uomini. Il comando supremo delle operazioni era affidato al Luogotenente generale Raffaele Cadorna. Nino Bixio avrebbe dovuto occupare Viterbo e, con l'aiuto della flotta, Civitavecchia per poi dirigersi verso Roma. Il generale Angioletti, entrando da sud, avrebbe occupato Frosinone e Velletri, per poi convergere verso l'Urbe. Qui l'esercito si sarebbe riunito per sferrare l'attacco finale.

La bandiera che sventolò su Porta Pia durante la caduta della città, fu conservata dai principi Ruspoli della nobiltà nera, in primis dalla principessa Cristina e venne conservata dalla nobile famiglia per quasi 141 anni. Fu riconsegnata dal principe Sforza Ruspoli al Segretario di Stato vaticano, il cardinale Tarcisio Bertone, in occasione della ricorrenza di San Michele Arcangelo, patrono del Corpo della Gerdarmeria vaticana, nel 2011.

La sera del 10 settembre Cadorna ricevette l'ordine di attraversare il confine pontificio tra le cinque pomeridiane dell'11 ed entro le cinque antimeridiane del 12 settembre. Nel pomeriggio del giorno 11, fu Nino Bixio a entrare per primo nel territorio dello Stato Pontificio: il generale avanzò verso Bagnorea (oggi Bagnoregio) e Angioletti si diresse su Ceprano (poco più di 20 km da Frosinone). Gli ordini di Kanzler, comandante dell'esercito pontificio, erano di resistere all'attacco delle camicie rosse, ma in caso d'invasione dell'esercito sabaudo, l'ordine era di ripiegare verso Roma. Così fecero gli zuavi di stanza nelle località via via occupate dall'esercito italiano. Il 12 settembre Kanzler dichiarava lo stato d'assedio nell'Urbe.
Bixio si mosse lungo la strada che scorre a est del lago di Bolsena attraversando Montefiascone per finire a Viterbo (in tutto circa 45 km). Gli zuavi di stanza a Viterbo ripiegarono verso Civitavecchia, dove giunsero il 14 settembre. Nel frattempo il generale Ferrero aveva occupato Viterbo prima di Bixio che, pertanto, accelerò la marcia verso il porto di Civitavecchia. La piazzaforte si era preparata per resistere a un lungo assedio. Ma il comandante, il colonnello spagnolo Serra, la sera del 15 settembre si arrese senza combattere. La mattina seguente la piazzaforte e il porto di Civitavecchia furono occupati dall'esercito e dalla marina italiane.
Negli stessi giorni Angioletti prendeva possesso delle province di Frosinone e Velletri: entrato in territorio pontificio il 12 settembre, occupò la città di Frosinone il 13 e tre giorni dopo entrò in Velletri. Il Luogotenente generale Cadorna, stanziato in Sabina, col grosso dell'esercito si diresse verso Roma lungo la riva sinistra del Tevere, seguendo il tracciato della vecchia via Salaria. Ricevette però l'ordine di non seguire una via diretta verso Roma. Secondo il rapporto stilato dallo stesso Cadorna, "motivi politici" avrebbero imposto di allungare la strada. Cadorna occupò alcuni centri minori, come Rignano e Civita Castellana. Il 14 settembre le tre divisioni sotto il suo comando si riunirono alla Giustiniana (circa 12 km a nord-ovest di Roma). Entro due giorni furono raggiunte da Bixio e da Angioletti.
Il 15 settembre Cadorna inviò una lettera al generale Kanzler: gli chiese di acconsentire all'occupazione pacifica della città. Kanzler rispose che avrebbe difeso Roma con tutti i suoi mezzi a disposizione. Al generale Cadorna fu ordinato di portarsi in prossimità delle mura romane evitando però momentaneamente qualsiasi scontro con le truppe pontificie e attendere la negoziazione della resa. Il piano d'attacco dell'esercito italiano prevedeva che Cosenz, Mazé de la Roche e Ferrero avrebbero attaccato la cinta muraria che si dipana dal Tevere alla Via Prenestina (da Porta del Popolo a Porta Maggiore). Angioletti avrebbe attaccato il fianco sud mentre Bixio, proveniente da Civitavecchia, sarebbe entrato a Trastevere. In caso di trattative infruttuose, l'esercito italiano avrebbe fatto ricorso alla forza, evitando, tuttavia, di penetrare nella Città Leonina.
L'attacco alla città fu portato su diversi punti. Il cannoneggiamento delle mura iniziò alle 5 di mattina del 20 settembre. Pio IX aveva minacciato di scomunicare chiunque avesse comandato di aprire il fuoco sulla città. La minaccia non sarebbe stata un valido deterrente per l'attacco, comunque l'ordine di cannoneggiamento non giunse da Cadorna bensì dal capitano d'artiglieria Giacomo Segre, giovane ebreo comandante della 5ª batteria del IX° Reggimento, che dunque non sarebbe incorso in alcuna scomunica. Il primo punto a essere bombardato fu Porta San Giovanni, seguito dai Tre Archi di Porta San Lorenzo e da Porta Maggiore. Si udirono altri fragori dall'altra parte della città: si trattava dell'azione diversiva della divisione Bixio, posizionata a ridosso di San Pancrazio. Iniziarono i bombardamenti anche sul "vero fronte", quello compreso tra Porta Salaria e Porta Pia. Furono le batterie 2ª (capitano Buttafuochi) e 8ª (capitano Malpassuti) del 7º Reggimento di artiglieria di Pisa ad aprire il fuoco alle 5:10 su Porta Pia.
Poco dopo le ore 9 iniziò ad aprirsi una vasta breccia a una cinquantina di metri alla destra di Porta Pia. Una pattuglia di bersaglieri del 34º battaglione fu inviata sul posto a constatarne lo stato. I comandanti d'artiglieria ordinarono di concentrare gli sforzi proprio in quel punto (erano le 9:35). Dopo dieci minuti d'intenso fuoco, la breccia era abbastanza vasta (circa trenta metri) da permettere il passaggio delle truppe. Cadorna ordinò immediatamente la formazione di tre colonne d'attacco per penetrare nel varco, assegnandone il comando ai generali Mazé e Cosenz. La prima colonna, formata dal 12º Battaglione Bersaglieri e dal 2º Battaglione del 41º Reggimento Fanteria "Modena" avrebbe mosso da Villa Falzacappa; la seconda, formata da 34º Battaglione Bersaglieri e dai tre battaglioni del 19º Reggimento Fanteria "Brescia", avrebbe mosso da Villa Albani, mentre la terza sarebbe partita da Villa Patrizi con il 35º Battaglione Bersaglieri e i battaglioni del 39º e 40º Reggimento Fanteria "Bologna". L'assalto non sarebbe stato necessario: verso le ore dieci dal campo pontificio fu esposta la bandiera bianca, ma quando, pochi minuti dopo, le truppe italiane si avvicinarono alla breccia, un gruppo di difensori pontifici, ignaro della resa, aprì un fitto fuoco di fucileria da Villa Bonaparte, uccidendo il maggiore Giacomo Pagliari (comandante del 34º Battaglione Bersaglieri) e ferendo una decina di soldati: rotti gli indugi, il 12º Battaglione Bersaglieri suonò la carica e irruppe nella breccia, seguito dalle altre unità, senza incontrare altra resistenza. Il senese (di Chiusdino) Niccolò Scatoli fu il bersagliere incaricato di suonare la tromba durante l'attacco delle truppe italiane, mentre il primo uomo a oltrepassare la breccia fu il sottotenente Federico Cocito, del 12º Bersaglieri. Mentre la resistenza cessava a Porta Pia, la bandiera bianca fu issata lungo tutta la linea delle mura. I generali Ferrero e Angeletti la rispettarono, invece Bixio continuò il bombardamento per circa mezz'ora.

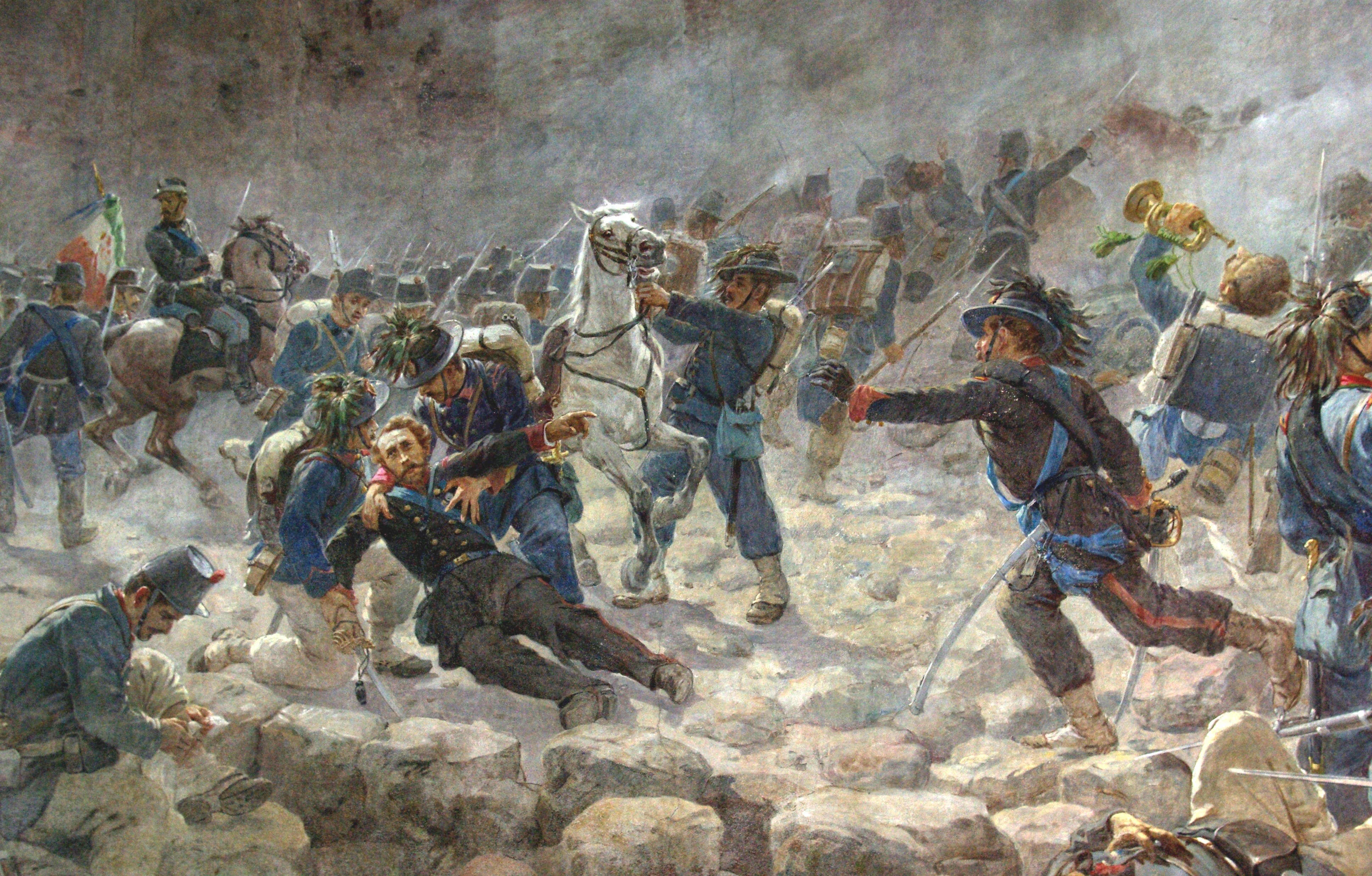
Il maggiore Giacomo Pagliari, comandante del 34º Bersaglieri, colpito a morte durante la presa di Porta Pia

Dopo l'irruzione da parte delle truppe italiane dentro la cinta muraria vi furono ancora scontri qua e là che si spensero in poche ore con la resa chiesta dal generale Kanzler. La divisione Angioletti occupò Trastevere, quella di Ferrero l'area compresa tra Porta San Giovanni, Porta Maggiore, Porta San Lorenzo, via di San Lorenzo, Santa Maria Maggiore, via Urbana e via Leonina fino a Ponte Rotto. Le truppe di Mazè si attestarono tra Porta Pia, Porta Salaria e via del Corso occupando piazza Colonna, piazza di Termini e il Palazzo del Quirinale. Quelle di Cosenz presidiarono piazza Navona e piazza del Popolo. Per ordine di Cadorna, così come convenuto con il governo, non furono occupate la Città Leonina, Castel Sant'Angelo e i colli Vaticano e Gianicolo. Alle 17:30 del 20 settembre Kanzler e Fortunato Rivalta (capo di Stato maggiore) firmarono la capitolazione alla presenza del generale Cadorna.
Una curiosità è che tra i partecipanti all'evento vi fu anche lo scrittore e giornalista Edmondo De Amicis, all'epoca ufficiale dell'esercito italiano che ha lasciato una particolareggiata descrizione dell'evento nel libro Le tre capitali:
Sullo scontro, invece, ci offre alcune informazioni Attilio Vigevano che riferisce che mentre gli zuavi pontifici combattevano, prima della resa, molti di essi intonarono il loro canto preferito, quello dei Crociati di Cathelineau:
(Attilio Vigevano, La fine dell'Esercito Pontificio, Albertelli, p. 571.)
Secondo la descrizione di Antonio Maria Bonetti (1849-1896), caporale dei Cacciatori Pontifici:

## Condizioni di capitolazione

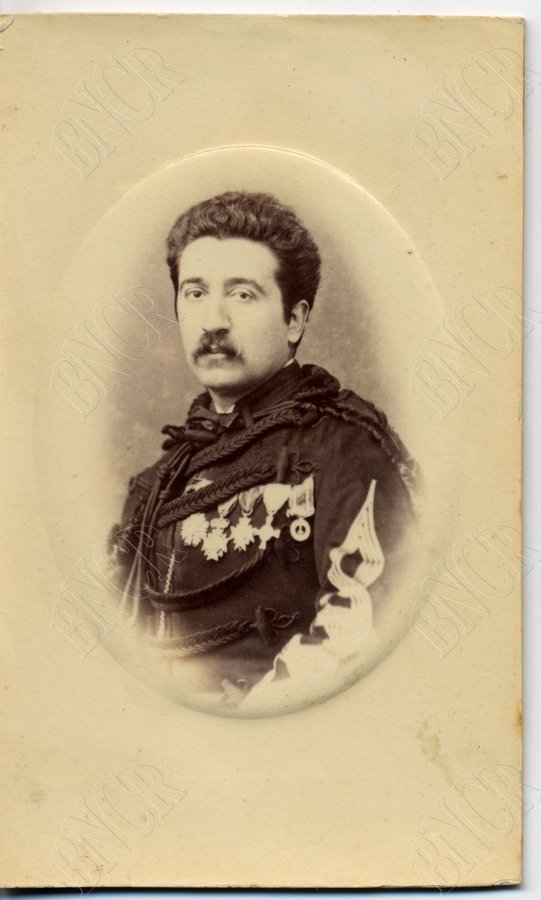
Il maggiore Fortunato Rivalta

La capitolazione siglata il 20 settembre a Villa Albani tra Cadorna e Kanzler così recitava:
Il 21 settembre il generale Cadorna prese possesso della città. Dal suo Quartier generale in Villa Patrizi ordinò che tutta Roma, con l'eccezione della Città Leonina, fosse evacuata dall'esercito pontificio e occupata dagli italiani. Le truppe pontificie avrebbero ricevuto l'onore delle armi e i volontari sarebbero tornati alle proprie case. Al tramonto tutta Roma, con l'eccezione della Città Leonina, era stata occupata dagli italiani. Entro mezzogiorno del 21 i soldati pontifici lasciarono l'Urbe. Il giorno stesso (21 settembre) il papa chiese al comandante italiano di entrare nella Città Leonina allo scopo di prevenire i possibili disordini. Cadorna avvisò il governo e ordinò alle sue truppe di procedere informando che "avrebbe mandato truppe per sedare i tumulti, ma non vi sarebbero rimaste".
L'occupazione italiana si allargò invece il 27 settembre, quando l'esercito italiano prese possesso anche di Castel Sant'Angelo. Da quel momento, i possedimenti del Papa furono limitati al Colle Vaticano. Pio IX decise di non riconoscere la sovranità italiana su Roma. Il parlamento italiano, per cercare di risolvere la questione, promulgò nel 1871 la Legge delle guarentigie, ma il Papa non accettò la soluzione unilaterale di riappacificazione proposta dal governo e non mutò il suo atteggiamento. Il governo italiano, inoltre, aveva proposto fin da principio l'istituzione di uno Stato in miniatura sotto la giurisdizione del papa, costituito da quei territori che non erano stati occupati dalle truppe italiane e corrispondenti sostanzialmente all'attuale Città del Vaticano, ma anche ciò fu rifiutato dalla Santa Sede. Questa situazione, indicata come "Questione Romana", perdurò fino ai Patti Lateranensi del 1929.
Il primo francobollo a portare per il mondo la notizia dell'unificazione della nazione fu il Vittorio Riquadrato, di cui è giunto perfettamente conservato un esemplare su lettera timbrata proprio il 20 settembre 1870 a Roma.

## Considerazioni sulle operazioni belliche

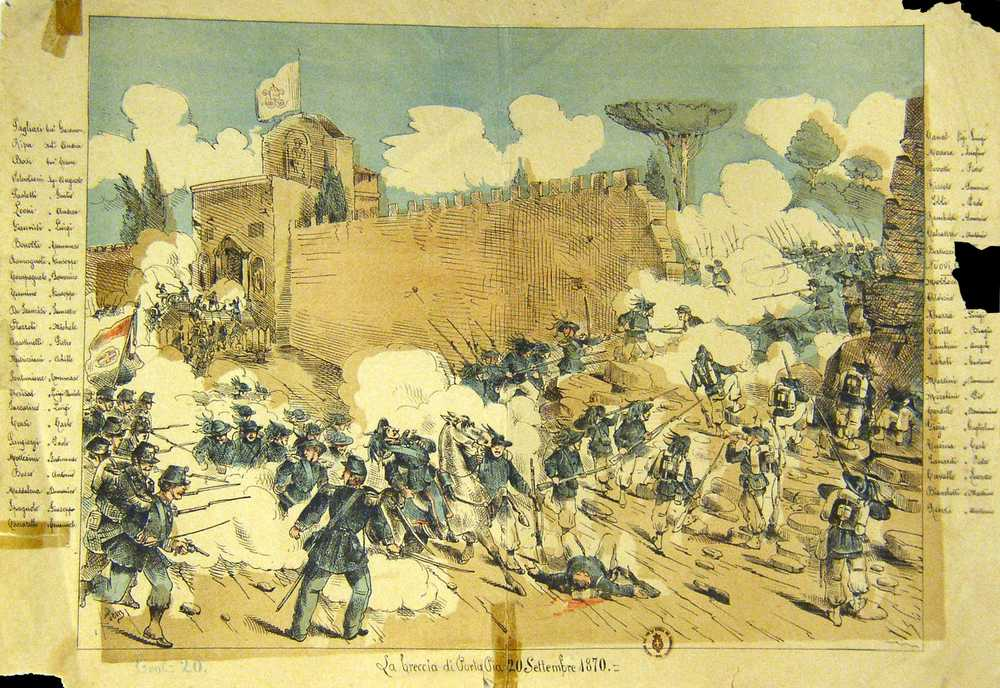
La Breccia di Porta Pia in una litografia a colori del tempo

Nonostante l'importanza storica dei fatti (la riunione di Roma all'Italia e la fine dello Stato Pontificio), dal punto di vista militare l'operazione non fu di particolare rilievo: infatti la assai debole resistenza opposta dall'esercito pontificio (complessivamente 15 000 uomini, tra cui dragoni pontifici, volontari provenienti per lo più da Francia, Austria, Baviera, Paesi Bassi, Irlanda, Spagna, ma soprattutto Zuavi, al comando dal generale Kanzler) ebbe soprattutto valore simbolico.
Sulle ragioni per cui papa Pio IX non oppose una ferma resistenza sono state fatte varie ipotesi: la più accreditata è quella della rassegnazione della Santa Sede all'impossibilità di evitare la conquista dell'Urbe da parte del contingente italiano. La volontà del Papa fu quindi di mettere da parte ogni ipotesi di risposta militare all'attacco italiano. È infatti noto che l'allora segretario di Stato, il cardinale Giacomo Antonelli, abbia dato ordine al generale Kanzler di ritirare le truppe entro le mura e di limitarsi a un puro atto di resistenza formale, quale poi fu quello opposto alle truppe di Cadorna.

## La prima amministrazione italiana di Roma

### Giunta di governo
I componenti della Giunta, oltre al presidente Michelangelo Caetani, erano i seguenti:
- principe Francesco Pallavicini
- Emanuele Ruspoli, dei principi Ruspoli
- duca Francesco Sforza Cesarini
- principe Baldassarre Odescalchi
- Ignazio Boncompagni Ludovisi, dei principi di Piombino
- avvocato Biagio Placidi
- avvocato Vincenzo Tancredi
- avvocato Raffaele Marchetti
- Vincenzo Tittoni
- Pietro Deangelis
- Achille Mazzoleni
- Felice Ferri
- Augusto Castellani
- Alessandro Del Grande

Il 23 settembre il generale Cadorna, che aveva ricevuto dal governo italiano l'incarico di «promuovere la formazione della Giunta della città di Roma», formò il governo provvisorio assegnandone la presidenza a Michelangelo Caetani, duca di Sermoneta. L'organismo, che aveva funzioni simili a quelle dell'attuale giunta comunale, prese il nome di «Giunta provvisoria di governo di Roma e sua provincia» e si insediò il giorno seguente in Campidoglio.

### Plebiscito di annessione del 2 ottobre 1870
Il governo del Regno aveva "nei memorandum diramati all'estero", "proclamato il diritto dei romani di scegliersi il governo che desideravano". Così come era stato fatto per le altre province italiane, anche a Roma fu quindi indetto un referendum per sancire l'avvenuta riunificazione della città con il Regno d'Italia.
La formula inizialmente proposta vedeva all'inizio del quesito proposto la formula «Colla certezza che il governo italiano assicurerà l'indipendenza dell'autorità spirituale del Papa, ...». Questa premessa fu poi giudicata inutile e la domanda posta fu:
Inizialmente il governo a Firenze aveva esclusa dalla votazione la Città Leonina, che si voleva lasciare sotto il controllo del Papa, ma le rimostranze di parte della popolazione e la mancanza di interesse da parte del governo pontificio spinsero le autorità locali a permettere anche agli abitanti di quel rione di partecipare alla consultazione, seppure con un seggio posto oltre ponte Sant'Angelo.

La provincia di Roma (o del Lazio) all'interno del Regno d'Italia

Il plebiscito si svolse il 2 ottobre 1870, una domenica. I risultati videro ufficialmente la schiacciante vittoria dei sì, 40 785, a fronte dei no che furono solo 46. Il risultato complessivo nella provincia di Roma fu di 77 520 "sì" contro 857 "no". In tutto il territorio annesso i risultati furono 133 681 "sì" contro 1 507 "no". Tuttavia i dati non appaiono sorprendenti se si considera la spinta delle schiere cattoliche all'astensionismo, talvolta attuata anche con qualche stratagemma (ad esempio a Veroli il vescovo scelse proprio il 2 ottobre per dispensare con solennità la Cresima). L'invito all'astensione permise al governo italiano di ostentare la schiacciante maggioranza dei sì, mentre il numero dei non votanti, per non parlare dei non iscritti, rimase nell'ombra. A ricordo della presa di Roma, il XX Settembre è presente nell'odonomastica di molte città italiane.
Effettuato il plebiscito, il governo italiano si mosse con celerità per liquidare lo Stato Pontificio. Il regio decreto 9 ottobre 1870, nº 5903, proclamò l'annessione del Lazio, ricompreso nella provincia di Roma all'Italia, e altri tre decreti di pari data istituirono una luogotenenza generale affidandola al senatore e generale Alfonso La Marmora, e accordarono le prime guarentigie per la persona del papa. Sei giorni dopo il regio decreto 15 ottobre 1870, nº 5929, introdusse la struttura amministrativa del Regno programmando la creazione della Provincia di Roma per il successivo 5 novembre.
Le elezioni amministrative furono indette per domenica 13 novembre, mentre nelle due domeniche successive vennero celebrate in tutta Italia le elezioni politiche anticipate dopo lo scioglimento della Camera dei deputati voluto dal governo Lanza appositamente per dare rappresentanza alla nuova provincia e far cogliere alla Destra storica il consenso generato dal completamento dell'unità nazionale. Entrambi gli appuntamenti si posero in netto contrasto col precedente plebiscito, dato che la vigente normativa (che assegnava il diritto di voto in base al censo) ammise alle urne poco più di diecimila persone in tutto il Lazio. 

Il quadro si completò col regio decreto 25 gennaio 1871, nº 26, che concluse il periodo straordinario della luogotenenza con le nomine di Giuseppe Gadda a prefetto e di Francesco Pallavicini a sindaco di Roma, e infine con la legge del 3 febbraio 1871 che deliberò il trasferimento della capitale da Firenze a Roma.

## Conseguenze

### Ripercussioni internazionali
Il ministro degli Esteri italiano, Visconti-Venosta, informò le cancellerie europee mentre la guerra franco-prussiana proseguiva con l'assedio di Parigi da parte delle truppe prussiane.
Gli Stati europei non riconobbero ma accettarono l'azione italiana. Già il 21 settembre il rappresentante del re a Monaco scriveva che il conte Otto von Bray-Steinburg, ministro bavarese, avvertito degli avvenimenti gli aveva espresso la sua soddisfazione che tutto si fosse svolto senza spargimento di sangue. Launay da Berlino riportava il 22 settembre la posizione di neutralità del governo di Otto von Bismarck. Il 21 settembre da Tours il "Ministro del Re", cioè l'ambasciatore, in Francia, Costantino Nigra, inviava il seguente messaggio:
Ho immediatamente comunicato questa notizia al signor Cremieux, membro del Governo della difesa nazionale, Guardasigilli e Presidente della Delegazione governativa stabilita in Tours.

Il signor Cremieux mi ha espresso le sue vive felicitazioni per fatto annunziatogli.»
(Costantino Nigra)
Carlo Cadorna, fratello maggiore del generale Raffaele Cadorna, era ambasciatore a Londra e nel dispaccio spedito il 22 settembre, parlò del lungo colloquio che ebbe con il conte di Granville, ministro degli Esteri del gabinetto Gladstone. Granville non fece commenti data la novità della notizia, ma secondo Cadorna «la notizia che gli aveva data gli era riuscita gradita». Questa impressione fu poi confermata in un altro telegramma spedito il 27, in cui l'ambasciatore esprimeva la soddisfazione del ministro sulle modalità con cui si erano svolti gli avvenimenti.

### Reazioni del governo pontificio
A pochi giorni dalla presa di Roma, il 1º novembre 1870 papa Pio IX emanò l'enciclica Respicientes ea nella quale dichiarava "ingiusta, violenta, nulla e invalida" l'occupazione dei domini della Santa Sede.
Il cardinale Giacomo Antonelli l'8 novembre diramò ai rappresentanti degli Stati stranieri una nota che attaccava Visconti Venosta e in cui affermava: «Quando con un cinismo senza esempio, si pone in ogni cale ogni principio di onestà e giustizia, si perde il diritto di essere creduti». Pio IX si dichiarò «prigioniero politico del Governo italiano». Lo Stato Italiano promulgò nel maggio del 1871 la Legge delle guarentigie, con la quale assegnava alla Chiesa l'usufrutto dei beni che ora appartengono alla Città del Vaticano, e si conferivano al Papa una serie di garanzie circa la sua indipendenza. Tuttavia tale compromesso non venne mai accettato né da Pio IX né dai suoi successori.
Nel 1874 Pio IX emanò il Non expedit, con cui vietò ai cattolici italiani la partecipazione alla vita politica. Soltanto in età giolittiana tale divieto sarebbe stato eliminato progressivamente da papa Pio X e papa Benedetto XV, fino al completo rientro dei cattolici "come elettori e come eletti" nella vita politica italiana: solo nel 1919, con la fondazione del Partito Popolare Italiano di don Luigi Sturzo, i cattolici furono ufficialmente presenti nel mondo politico italiano. Il contenzioso tra Stato italiano e Santa Sede trovò una soluzione nel 1929, durante il governo Mussolini, con i Patti Lateranensi, mediante i quali si giunse a un'effettiva composizione bilaterale della vicenda.

### Reazioni dei cattolici liberali
Tra i cattolici che salutarono favorevolmente o entusiasticamente l'annessione di Roma del 20 settembre 1870 vi furono i cattolici liberali, tra cui Alessandro Manzoni e Lord Acton, che vedevano nella fine del potere temporale una maggiore libertà della chiesa cattolica.

### Festività
Il 20 settembre fu celebrato come festa nazionale fino al 1930, quando fu abolito in seguito alla stipulazione dei Patti Lateranensi.

## Caduti

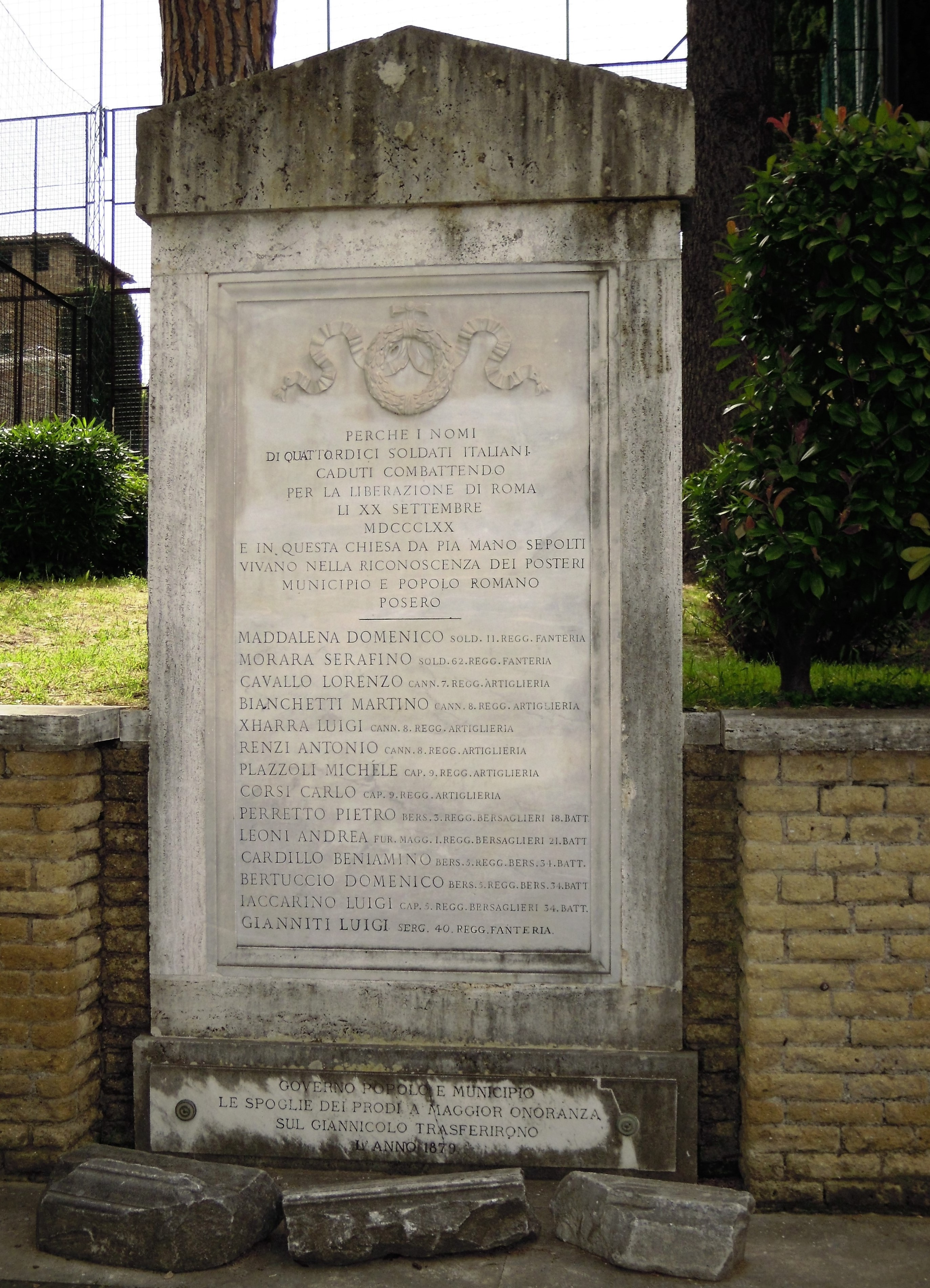
Roma, esterno del Mausoleo di Santa Costanza: stele in ricordo dei soldati italiani caduti

Secondo i dati forniti dal generale Raffaele Cadorna nel suo libro, l'intera campagna di occupazione del Lazio costò 49 morti e 141 feriti all'esercito italiano; e 20 morti e 49 feriti all'esercito pontificio.
Questo è l'elenco dei soldati pontifici caduti in seguito alla Presa di Roma:
- Zuavi:

Sergente Duchet Émile, francese, di anni 24, deceduto il 1º ottobre.
Sergente Lasserre Gustave, francese, di anni 25, deceduto il 5 ottobre.
Soldato de l'Estourbeillon, di anni 28, deceduto il 23 settembre.
Soldato Iorand Jean-Baptiste, deceduto il 20 settembre.
Soldato Burel André, francese di Marsiglia, di anni 25, deceduto il 27 settembre.
Soldato Soenens Henri, belga, di anni 34, deceduto il 2 ottobre.
Soldato Yorg Jan, olandese, di anni 18, deceduto il 27 settembre.
Soldato De Giry (non si hanno altri dati).
Altri tre soldati non identificati, deceduti il 20 settembre.
- Carabinieri:

Soldato Natele Giovanni, svizzero, di anni 30, deceduto il 15 ottobre.
Soldato Wolf Georg, bavarese, di anni 27, deceduto il 28 ottobre.
- Dragoni:

Tenente Piccadori Alessandro, di Rieti, di anni 23, deceduto il 20 ottobre.
- Artiglieria:

Maresciallo Caporilli Enrico, deceduto il 20 ottobre.
Soldato Valenti Giuseppe, di Ferentino, di anni 22, deceduto il 3 ottobre.
Elenco alfabetico dei caduti italiani il 20 settembre 1870:
Agostinelli Pietro, Aloisio Valentino, Bertuccio Domenico, Bianchetti Martino, Bonezzi Tommaso, Bosco Antonio, Bosi Cesare, Calcaterra Antonio, Campagnolo Domenico, Canal Luigi, Cardillo Beniamino, Cascarella Emanuele, soldato Lorenzo Cavallo, Corsi Carlo, De Francisci Francesco,
Gambini Angelo, Gianniti Luigi, Gioia Guglielmo, Iaccarino Luigi, Izzi Paolo, Leoni Andrea, Maddalena Domenico, Marabini Pio, Martini Domenico, Matricciani Achille, Mattesini Ferdinando, Mazzocchi Domenico, Morrara Serafino, Giacomo Pagliari (comandante del 34º battaglione Bersaglieri), Palazzoni Michele, Paoletti Cesare, Perretto Pietro, Prillo Giacomo, Rambaldi Domenico, Renzi Antonio, Ripa Alarico, Risato Domenico, Romagnoli Giuseppe, Sangiorgi Paolo, Santurione Tommaso, Spagnolo Giuseppe, Thérisod Luigi David, Tumino Giuseppe, Turina Carlo, Valenziani Augusto, Xharra Luigi, Zanardi Pietro, Zoboli Gaetano.

## Nel cinema e in altri media
- Nel 1905 viene realizzato il film La presa di Roma di Filoteo Alberini, uscito il 20 settembre per commemorare l'azione. Tra l'altro il film fu il primo proiettato pubblicamente in Italia.
- Nel 1971 Antonio Racioppi dirige Mio padre monsignore, un film che ha il sapore di una commedia, ma che culmina con un atto di eroismo. Fra gli attori figurano: Giancarlo Giannini, Lino Capolicchio, Marisa Merlini, Barbara Bach e Gastone Moschin.
- Nel 1972 Alfredo Giannetti realizza Correva l'anno di grazia 1870, a cui partecipano attori del calibro di: Anna Magnani, Marcello Mastroianni e Mario Carotenuto.
- Nel 1980 Luigi Magni cura la regia di Arrivano i bersaglieri, ritratto della Roma nei giorni subito seguenti la breccia di Porta Pia. Mentre dilaga il trasformismo, un aristocratico ostile ai conquistatori ospita in casa uno zuavo, senza sapere che quest'ultimo ha ucciso suo figlio bersagliere.
- Nel 1986 viene riproposta la presa di Roma in un episodio del film Superfantozzi, quando la famiglia di Fantozzi il giorno 20 settembre 1870 acquista una casa a Porta Pia, che viene distrutta poco dopo dai bersaglieri.
- Nel 2003 sempre Luigi Magni dirige il film tv La notte di Pasquino con Nino Manfredi, ambientato a poche ore di distanza dalla breccia di Porta Pia.
- Nel 2011, in occasione del 150º Anniversario dell'Unità d'Italia, fu pubblicato il videogioco Gioventù ribelle, incentrato sulla breccia di Porta Pia.
- Nel 2013 la miniserie L'ultimo papa re con Gigi Proietti nei panni dell'immaginario cardinale Romeo Colombo da Priverno e con la regia di Luca Manfredi, si conclude con la presa di Roma da parte dei bersaglieri.
- Nel 2023 il film Rapito del regista Marco Bellocchio, che parla del caso Edgardo Mortara, si conclude con la breccia di Porta Pia.

## Francobolli
Il 20 settembre 2020 il Ministero dello sviluppo economico ha emesso, in occasione del 150º anniversario della presa di Roma, quattro francobolli commemorativi:
1. sullo sfondo del tricolore italiano, il monumento al Bersagliere di Publio Morbiducci esposta nel piazzale antistante Porta Pia;
2. la facciata interna di Porta Pia;
3. il logo del Raduno dei Bersaglieri del 2020 a Roma realizzato in occasione del 150º anniversario della presa di Roma;
4. l’opera pittorica “I Bersaglieri” di Michele Cammarano conservato nella Galleria Nazionale di Arte Moderna e Contemporanea di Roma;
5. ed un foglietto che riproduce il dipinto di Carel Max Quaedvlieg: “La breccia di Porta Pia” appartenente alla Collezione Apolloni di Roma[58].

## Galleria d'immagini

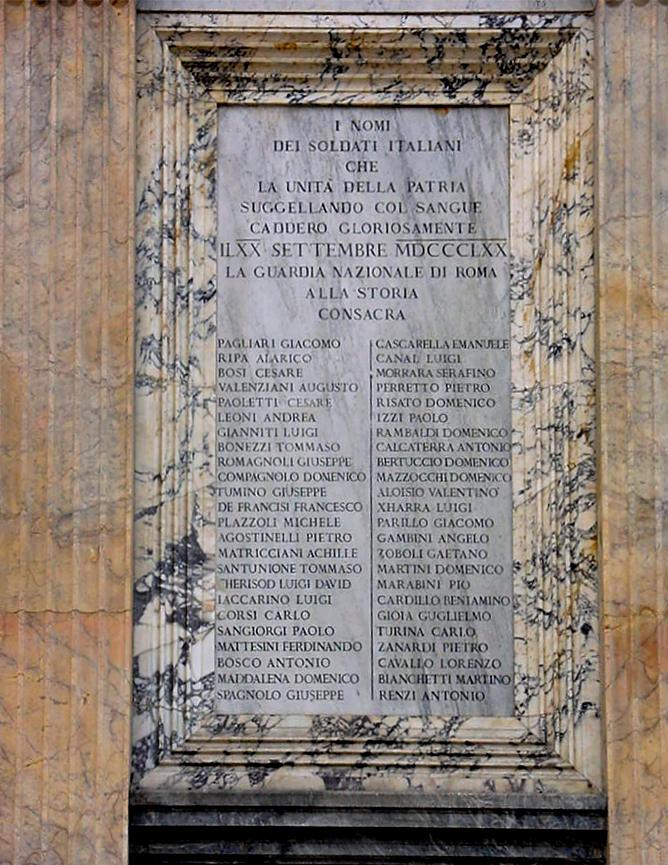
Lapide recante i nomi degli uomini che morirono nell'impresa
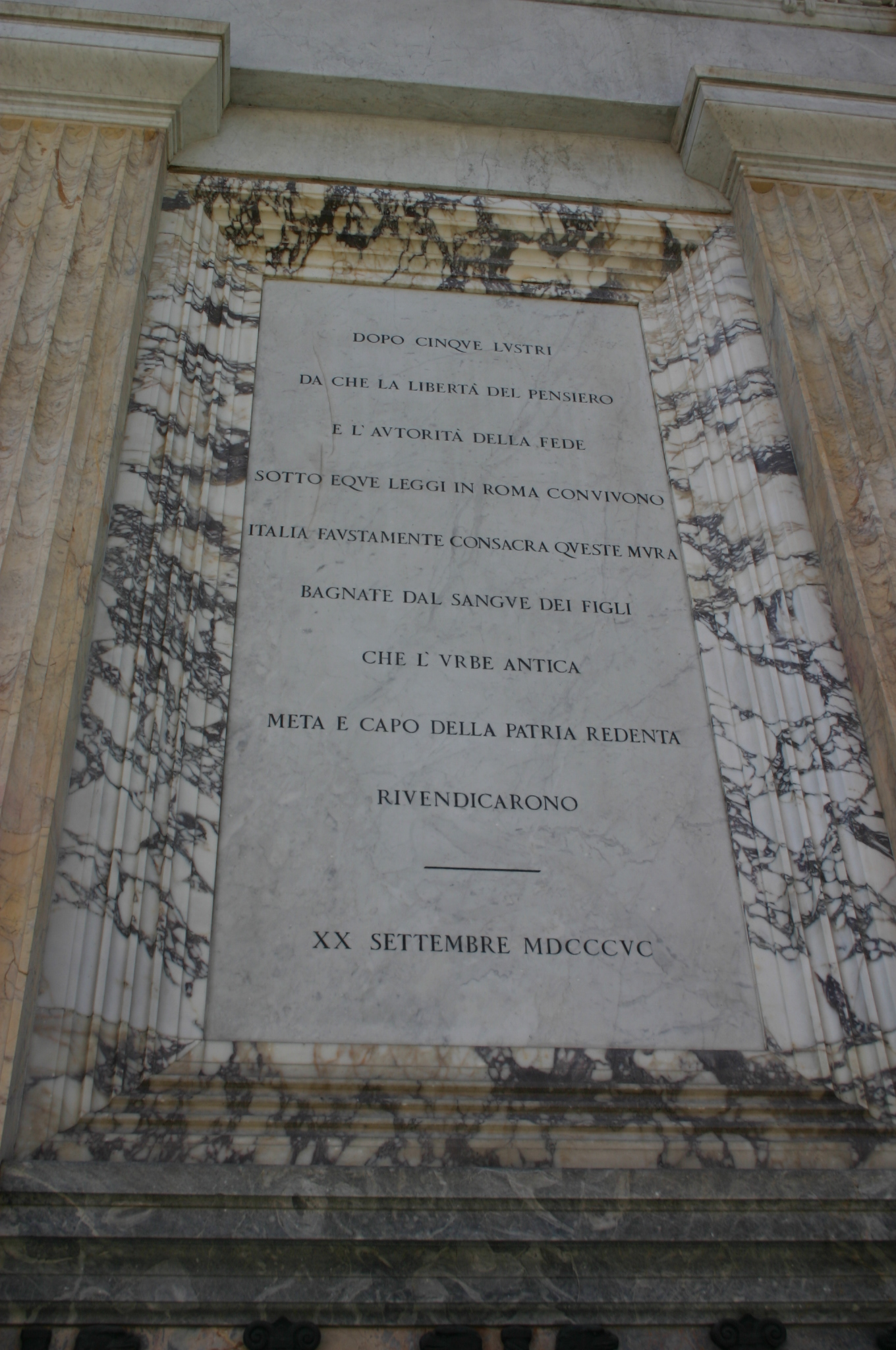
Lapide che commemora il venticinquennio della separazione fra Stato e Chiesa
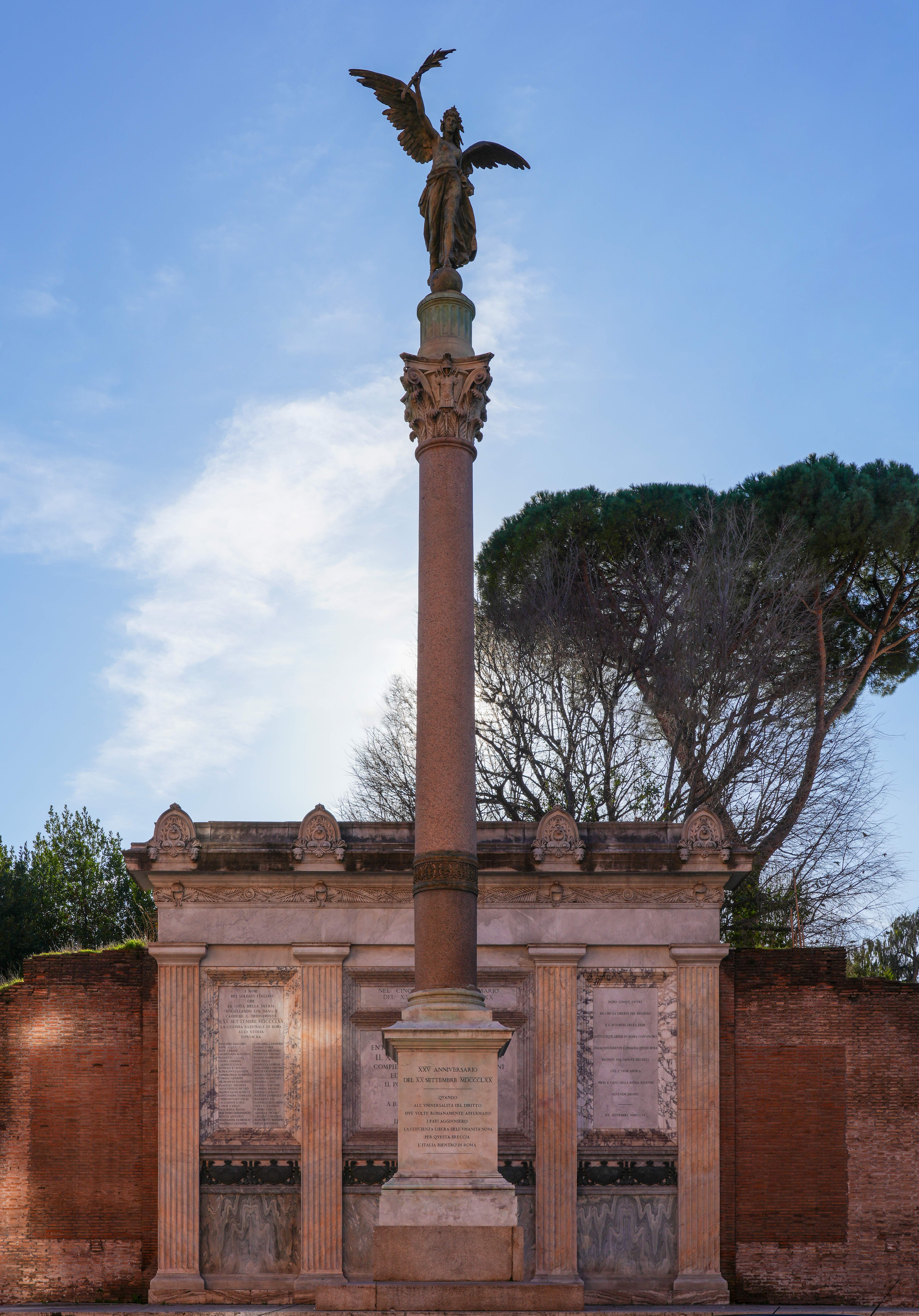
Monumento commemorativo davanti alla breccia